# Кадельяно-Виконаго
Кадельяно-Виконаго (итал. Cadegliano-Viconago) — коммуна в Италии, располагается в провинции Варесе области Ломбардия.
Население составляет 1774 человека, плотность населения составляет 177 чел./км². Занимает площадь 10 км². Почтовый индекс — 21031. Телефонный код — 0332.
Покровителем коммуны почитается святой Сильвестр I, папа Римский, празднование 31 декабря.